# GLOBAL STREET
「GLOBAL STREET」(グローバル ストリート)は、1990年7月4日にDe-LAXが発表した楽曲、及び同曲を収録したシングル。通算4枚目のシングルである。発売元はフォーライフ・レコード。

## 概要
- 前作「CANDY」から、9か月ぶりのリリースとなった。
- 2017年現在、De-LAXのシングルの中では、最も売り上げが高い作品である。

## 収録曲
- 全曲 作詞:宙也、編曲:鈴木正美・De-LAX

| #         | タイトル              | 作詞      | 作曲     | 時間 |
| --------- | --------------------- | --------- | -------- | ---- |
| 1.        | 「GLOBAL STREET」     |           | 鈴木正美 | 4:10 |
| 2.        | 「GOD IN THE MIRROR」 |           | 京極輝男 | 4:26 |
| 合計時間: | 合計時間:             | 合計時間: | 8:36     |      |

## 曲解説
- 全曲 作詞:宙也、編曲:鈴木正美・De-LAX

1. GLOBAL STREET (4:10)
  - 作曲:鈴木正美

PVは、瓦礫の山の中で演奏されており、火柱を使用しているシーンもある。
ライブアルバム『BOOTLEG!!』と『HELLO AGAIN』には、この曲のライブバージョンが収録されている。なお、シングルバージョンは、3rdアルバム『KINGDOM』と、ベストアルバム『THE STORY OF De+LAX 1988-1992 5Years×5Lives』に収録されている。
また、ライブビデオ『TOUR '90 "KINGDOM"』、『"RESURRECTION & EXISTENCE"』にて、本楽曲が映像化された。
2. GOD IN THE MIRROR (4:26)
  - 作曲:京極輝男

ライブアルバム『BOOTLEG!!』には、この曲のライブバージョンが収録されている。なお、シングルバージョンは他のどのアルバムにも収録されておらず、本作のみに収録されている。

## 収録アルバム
オリジナルアルバム
- KINGDOM (#1)

ベストアルバム
- THE STORY OF De+LAX 1988-1992 5Years×5Lives (#1)

ライブアルバム
- BOOTLEG!! (#1、#2,共にライブバージョン)
- HELLO AGAIN (#1,ライブバージョン)

## 収録映像作品
PV収録
- "KINGDOM" (#1)
- "20th Anniversary Premium Collection" (#1)

ライブ映像収録
- TOUR '90 "KINGDOM" (#1)
- "RESURRECTION & EXISTENCE"(#1)